# Gavilimomab
Il gavilimomab è un anticorpo monoclonale di tipo murino, che viene studiato come immunosoppressore per il trattamento della (graft versus host disease) resistente ai corticosteroidi.
Il farmaco agisce sull'antigene: CD147; ed è stato sviluppato dalla Abgenix.

### Gavilimomab
- (EN) pag.  1444 Facts and Comparisons, Drug facts and comparisons: 2003, Facts and Comparisons, 15 giugno 2002, ISBN 978-1-57439-135-0.